# Зуєва Наталія Володимирівна
Наталія Володимирівна Зуєва (рос. Наталья Владимировна Зуева, 10 жовтня 1988) — російська гімнастка, олімпійська чемпіонка.

## Виступи на Олімпіадах
| Олімпіада  | Дисципліна | Місце |
| ---------- | ---------- | ----- |
| Пекін 2008 | групові    | 1     |